# Aizu-Wakamatsu
Aizu-Wakamatsu (japanisch 会津若松市, -shi) ist eine Großstadt in der Präfektur Fukushima im Nordteil von Honshū, der Hauptinsel von Japan. Hier werden seit dem 16. Jahrhundert Lacke und Lackwaren hergestellt.

## Geographie
Aizu-Wakamatsu ist das Zentrum der Präfekturregion Aizu und erstreckt sich über das Aizu-Becken (会津盆地, Aizu-bonchi). Im Osten befindet sich der Inawashiro-See.

## Sehenswürdigkeiten

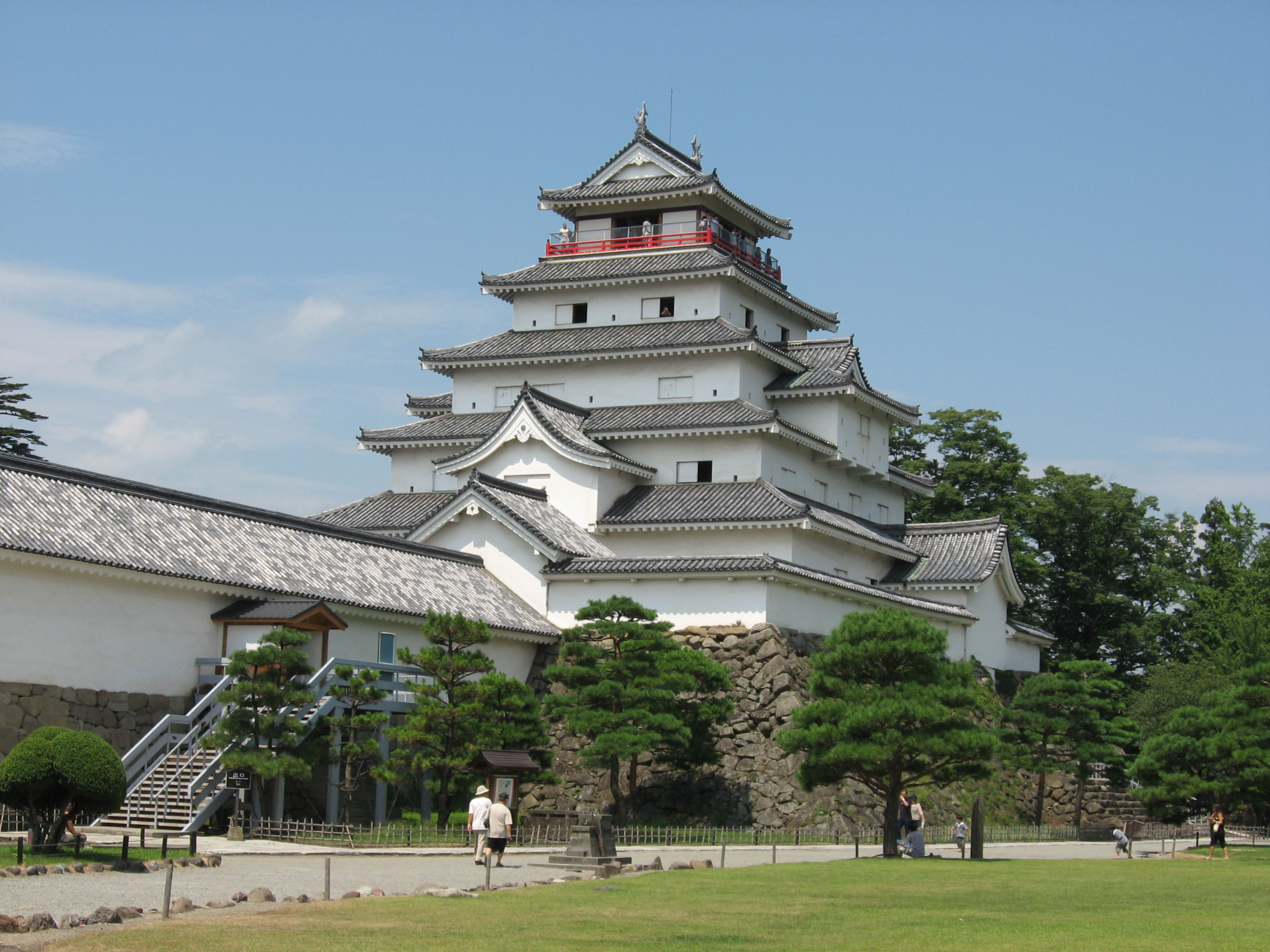
Burg Aizu-Wakamatsu

Die Burg Aizu-Wakamatsu, auch Tsurugajō (鶴ヶ城, „Kranichburg“, erbaut 1384), der Fürsten von Aizu galt als stärkste Festung in Nordostjapan. Sie war über 600 Jahre das Herz der Stadt und war im Boshin-Krieg nach der Schlacht am Bonari-Pass der letzte Rückzugsort der shōguntreuen Truppen unter Saigō Tanomo und Ōtori Keisuke in Aizu. 1874 von der Meiji-Regierung zerstört, wurde sie 1965 als Museum wieder hergerichtet.
Im Heilkräutergarten Oyakuen wachsen über 200 Heilkräuterarten.
Die Samurai-Residenz Aizu Bukeyashiki ist eine Reproduktion eines feudalen Anwesens mit Haupt-Neben- sowie Gesindehäusern und einer Mühle. Das einstöckige Haupthaus verfügt über 38 Zimmer.
Auf dem Hügel Iimoriyama befinden sich die Gräber der Byakkotai.
Zum Gedenken an die jungen Samurai von Aizu steht dort unter anderem eine Marmorsäule aus Pompeji (ein Geschenk von Mussolini 1928) und ein Gedenkstein „Ein Deutscher den jungen Rittern von Aizu“, gestiftet vom damaligen deutschen Botschafter Hasso von Etzdorf.

## Verkehr
- Straßen:
  - Ban’etsu-Autobahn

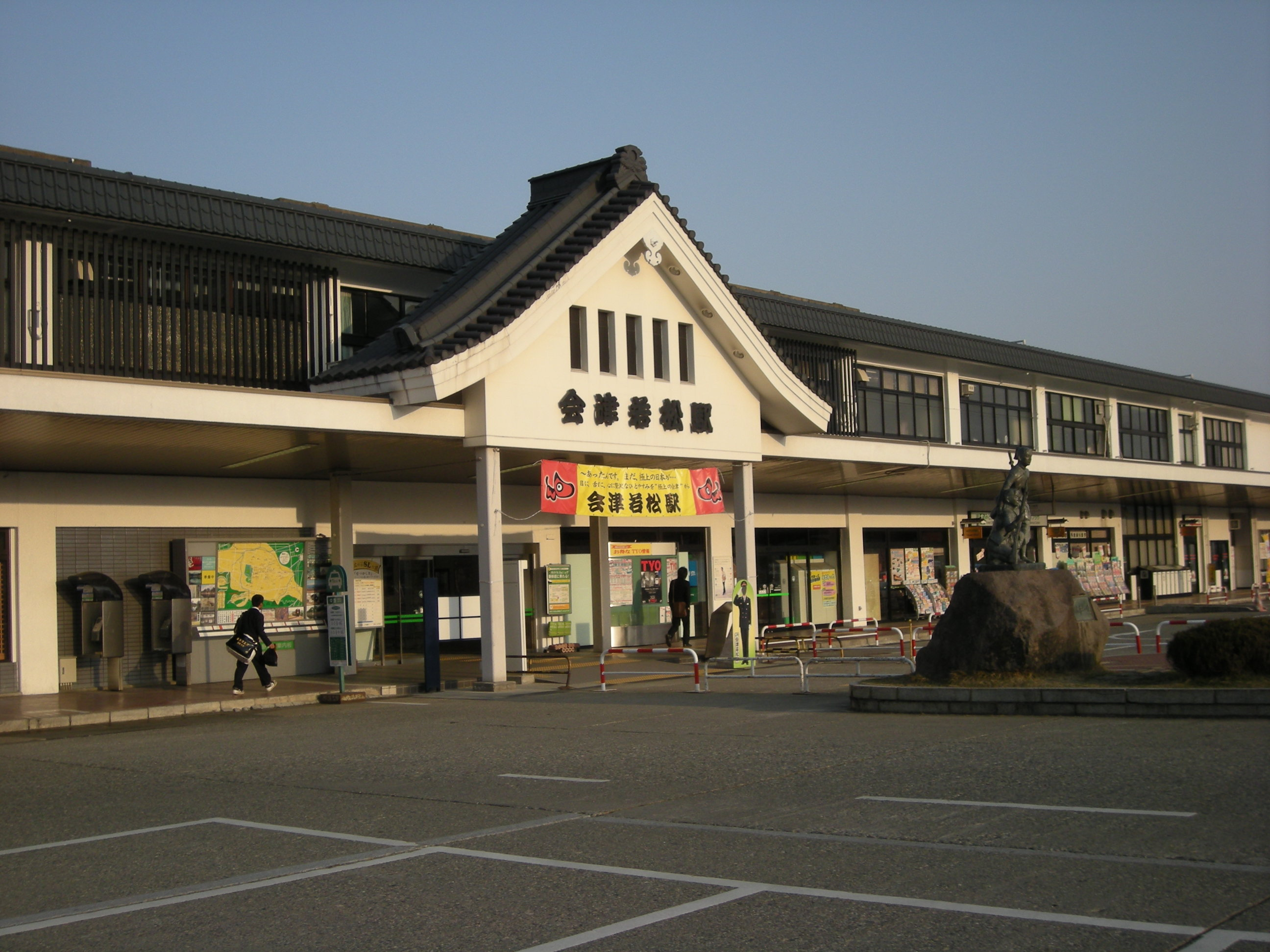
Bahnhof Aizu-Wakamatsu

  - Nationalstraße 49: nach Niigata bzw. Iwaki
- Zug:
  - JR Ban’etsu-Westlinie: nach Kōriyama und Niigata
  - JR Tadami-Linie: nach Uonuma

## Bildung
- Universität von Aizu

## Partnerstädte
- Naruto, Präfektur Tokushima (seit 30. Oktober 1999)

## Söhne und Töchter der Stadt
- Takamine Hideo (1854–1910), Pädagoge
- Sōichirō Hoshi (* 1972), Synchronsprecher
- Yudai Nitta (* 1986), Radsportler
- Hasegawa Noboru (1886–1973), Maler
- Aya Ōhori (* 1996), Badmintonspielerin
- Yokomitsu Riichi (1898–1947), Schriftsteller
- Atsushi Satō (* 1978), Langstreckenläufer
- Katsuaki Susa (* 1984), Boxer
- Takehiro Watanabe (* 1993), Nordischer Kombinierer

## Angrenzende Städte und Gemeinden
- Kōriyama
- Kitakata
- Inawashiro
- Bandai